# Amt Treptower Tollensewinkel
La comunità amministrativa di Treptower Tollensewinkel (Amt Treptower Tollensewinkel) si trova nel circondario della Seenplatte del Meclemburgo nel Meclemburgo-Pomerania Anteriore, in Germania.

## Suddivisione
Comprende 20 comuni (abitanti il 31 dicembre 2022):
1. Altenhagen (314)
2. Altentreptow, Città * (5 263)
3. Bartow (439)
4. Breesen (516)
5. Breest (123)
6. Burow (958)
7. Gnevkow (300)
8. Golchen (280)
9. Grapzow (390)
10. Grischow (250)
11. Groß Teetzleben (667)
12. Gültz (540)
13. Kriesow (322)
14. Pripsleben (238)
15. Röckwitz (279)
16. Siedenbollentin (565)
17. Tützpatz (570)
18. Werder (515)
19. Wildberg (495)
20. Wolde (557)

Il capoluogo è Altenhagen.